# Calothamnus brevifolius
Calothamnus brevifolius är en myrtenväxtart som beskrevs av Trevor J. Hawkeswood. Calothamnus brevifolius ingår i släktet Calothamnus och familjen myrtenväxter. Inga underarter finns listade i Catalogue of Life.